# Лаудруп, Финн
Финн Лаудруп-Йенсен (дат. Finn Laudrup-Jensen; род. 31 июля 1945, Фредериксберг) — датский футболист, который представлял ряд клубов чемпионата Дании, а также играл за австрийский «Винер Шпорт-Клуб». Он сыграл 19 матчей и забил шесть голов за национальную сборную Дании. Он является отцом футболистов Михаэля и Бриана Лаудрупов, дедом Андреаса и Мадса Лаудрупов.

## Биография
На клубном уровне Финн Лаудруп начал карьеру в «Ванлосе» в 1962 году, затем в 1968 году переехал за границу, чтобы играть за австрийский «Винер Шпорт-Клуб». В 1971 году он вернулся в Данию, подписав контракт с клубом Первого дивизиона, «Брёнсхёй». В 1973 году он ненадолго стал играющим тренером «Брондбю», который тогда выступал в низших лигах. Он вернулся в Первый дивизион в 1976 году, перейдя в «Копенгаген», но в 1981 году возвратился в «Брондбю», поднявшийся во Второй дивизион. Он сыграл за клуб один сезон и помог «Брондбю» повыситься в классе. Перед началом сезона 1982 года Лаудруп ушёл из футбола.
Лаудруп дебютировал за датскую сборную 24 мая 1967 года в матче против Венгрии, Дания выиграла со счётом 2:0. Он сыграл ещё семь матчей в том году, забив четыре гола. Став профессионалом, он был исключён из сугубо любительской национальной сборной. Когда он вернулся в Данию, он сыграл ещё десять матчей с мая 1971 по ноябрь 1972 года. Его последняя игра состоялась несколько лет спустя, когда в июне 1979 года Дания проиграла СССР со счётом 2:1. В целом, Финн Лаудруп сыграл 19 матчей и забил шесть голов за Данию.

## Статистика

### Матчи Лаудрупа за сборную Дании
| Матчи Лаудрупа за сборную Дании | Матчи Лаудрупа за сборную Дании | Матчи Лаудрупа за сборную Дании | Матчи Лаудрупа за сборную Дании | Матчи Лаудрупа за сборную Дании | Матчи Лаудрупа за сборную Дании     |
| ------------------------------- | ------------------------------- | ------------------------------- | ------------------------------- | ------------------------------- | ----------------------------------- |
| №                               | Дата                            | Соперник                        | Счёт                            | Голы Лаудрупа                   | Соревнование                        |
| 1                               | 24 мая 1967                     | Венгрия                         | 0:2                             | —                               | Чемпионат Европы 1968 (отбор)       |
| 2                               | 4 июня 1967                     | ГДР                             | 1:1                             | —                               | Чемпионат Европы 1968 (отбор)       |
| 3                               | 25 июня 1967                    | Швеция                          | 1:1                             | —                               | Чемпионат Северной Европы 1964—1967 |
| 4                               | 23 августа 1967                 | Исландия                        | 14:2                            | 3                               | Товарищеский матч                   |
| 5                               | 24 сентября 1967                | Норвегия                        | 5:0                             | —                               | Чемпионат Северной Европы 1964—1967 |
| 6                               | 4 октября 1967                  | Нидерланды                      | 3:2                             | —                               | Чемпионат Европы 1968 (отбор)       |
| 7                               | 11 октября 1967                 | ГДР                             | 2:3                             | —                               | Чемпионат Европы 1968 (отбор)       |
| 8                               | 22 октября 1967                 | Финляндия                       | 3:0                             | 1                               | Чемпионат Северной Европы 1964—1967 |
| 9                               | 12 мая 1971                     | Португалия                      | 0:5                             | —                               | Чемпионат Европы 1972 (отбор)       |
| 10                              | 26 мая 1971                     | Бельгия                         | 1:2                             | —                               | Чемпионат Европы 1972 (отбор)       |
| 11                              | 9 июня 1971                     | Шотландия                       | 1:0                             | 1                               | Чемпионат Европы 1972 (отбор)       |
| 12                              | 20 июня 1971                    | Швеция                          | 1:3                             | —                               | Чемпионат Северной Европы 1968—1971 |
| 13                              | 30 июня 1971                    | ФРГ                             | 1:3                             | —                               | Товарищеский матч                   |
| 14                              | 7 июня 1972                     | Финляндия                       | 3:0                             | —                               | Чемпионат Северной Европы 1972—1977 |
| 15                              | 29 июня 1972                    | Швеция                          | 0:2                             | —                               | Чемпионат Северной Европы 1972—1977 |
| 16                              | 4 октября 1972                  | Швейцария                       | 1:1                             | —                               | Товарищеский матч                   |
| 17                              | 18 октября 1972                 | Шотландия                       | 1:4                             | 1                               | Чемпионат мира 1974 (отбор)         |
| 18                              | 15 ноября 1972                  | Шотландия                       | 0:2                             | —                               | Чемпионат мира 1974 (отбор)         |
| 19                              | 27 июня 1979                    | СССР                            | 1:2                             | —                               | Товарищеский матч                   |

Итого: 19 матчей / 6 голов; 6 побед, 3 ничьи, 10 поражений.